# Stigmella vandrieli
Stigmella vandrieli là một loài bướm đêm thuộc họ Nepticulidae. Nó là loài duy nhất được tìm thấy ở Vân Nam.
Sải cánh dài 4.9-5.6 mm. Larvae have been được tìm thấy ở tháng 10, adults were reared in tháng 10-November.
Ấu trùng ăn Cyclobalanopsis glaucoides. Chúng ăn lá nơi chúng làm tổ.